# Andrew Hill
Andrew Hill (ur. 30 czerwca 1931 w Chicago, zm. 20 kwietnia 2007 w Jersey City) – amerykański pianista i kompozytor jazzowy.

## Życiorys
Urodził się w Chicago w rodzinie Williama Roberta i Hattie Hillów, miał brata Williama Roberta Jr.. Dorastał w dzielnicy South Side. W dzieciństwie i jako nastolatek śpiewał, grał na akordeonie i stepował. W wieku 13 lat zaczął grać na fortepianie, a jego pasję podsycał pianista jazzowy Earl Hines. Inny jazzman, Bill Russo, polecił go uwadze kompozytora Paula Hindemitha, pod którego kierunkiem młody pianista prywatnie studiował w latach 1950-1952. Koncertował od roku 1952, m.in. u boku Charliego Parkera latem 1953 w Graystone Ballroom w Detroit. W połowie lat 50. odbywał próby z Milesem Davisem, współpracował również z takimi muzykami, jak wokalistka Dinah Washington czy tenorzysta Coleman Hawkins. W 1956 zorganizował własne trio (Malachi Favors – kontrabas, James Slaughter – perkusja) i zarejestrował debiutancki album So In Love, który wydany został przez Warwick Records kilka lat później.
W 1961 przeniósł się do Nowego Jorku, a później na krótko wyjechał w okolice Los Angeles, gdzie grywał dla przykładu z multiinstrumentalistą Rahsaanem Rolandem Kirkiem bądź alcistą Jimmym Woodsem. Po powrocie do Wielkiego Jabłka poświęcił się rozwijaniu własnej kariery i rozpoczął kilkuletnią (1963-1970) współpracę z wytwórnią Blue Note Records, dla której nagrywał zarówno jako lider, jak też sideman. Pod jej szyldem ukazały się takie jego płyty, jak Black Fire, Judgment! czy Point of Departure, w której powstaniu udział wzięli wyborni muzycy, wśród nich perkusista Tony Williams, trębacz Kenny Dorham, a także saksofonista, klarnecista i flecista Eric Dolphy. Jako muzyk towarzyszący Hill nagrywał m.in. z wibrafonistą Bobbym Hutchersonem oraz tenorzystami Hankiem Mobleyem i Joem Hendersonem.
Po wygaśnięciu kontraktu z Blue Note, w latach 70. i 80. wiązał się z kilkoma innymi wytwórniami, choćby East Wind, Freedom, Soul Note czy SteepleChase. Dodatkowo zarabiał na życie obejmując na różnych uczelniach (np. Colgate University w stanie Nowy Jork) rozmaite stanowiska akademickie, pracował również dla Smithsonian Institution. Większość z tych lat spędził jednak na Zachodnim Wybrzeżu, dając wykłady, prowadząc warsztaty i koncertując w takich miejscach, jak więzienia, szpitale lub domy opieki społecznej. Od czasu do czasu występował też na międzynarodowych festiwalach muzyki (Szwajcaria 1975, Japonia 1976, Włochy 1980). Występ na festiwalu jazzowym w Montreux udokumentowano albumem Live at Montreux.
W roku 1990 objął posadę starszego wykładowcy na Uniwersytecie Stanowym w Portland. W połowie lat 90. wrócił do Nowego Jorku. Serią występów i nagrań ponownie zwrócił na siebie większą uwagę, choćby za sprawą występów ze sformowanym przez siebie w 1998 Point of Departure Sextet (obok Hilla: saksofoniści Marty Ehrlich i Greg Tardy, trębacz Ron Horton, kontrabasista Scott Colley, perkusista Billy Drummond), którego nazwa bezpośrednio nawiązywała do słynnej płyty pianisty z 1965 roku. Grupa ta koncertowała m.in. podczas Texaco Jazz Festival oraz w różnych nowojorskich klubach. Z sekstetem zarejestrował płytę "Dusk", wyróżnioną jako album roku 2001 przez magazyny „Down Beat” i „JazzTimes”.
Ostatni występ publiczny Hilla miał miejsce trzy tygodnie przed jego śmiercią, 29 marca 2007 w Kościele Świętej Trójcy na Manhattanie. Pod koniec życia zmagał się z rakiem płuc. Zmarł w swoim domu w Jersey City.

## Uznanie i nagrody
Zaliczany do grona wybitnych pianistów i kompozytorów jazzowych pokroju Theloniousa Monka i Cecila Taylora, uznawany za oryginalnego i spontanicznego, unikającego w grze i twórczości klisz muzyka, indywidualistę, wymykającego się łatwemu zaszufladkowaniu i prostej kategoryzacji.
W 1997 został uhonorowany Lifetime Achievement Award przez Jazz Foundation of America, w 2003 otrzymał Jazzpar Prize, zaś w 2007 i 2008, już pośmiertnie – przyznano mu, kolejno, doktorat honoris causa Berklee College of Music oraz nagrodę NEA Jazz Master.

## Życie osobiste
Dwukrotnie żonaty, w latach 1963-1989 z Laverne Gillette, od 1992 do śmierci w 2007 z Janice Robinson Hill.

## Dyskografia
Opracowano na podstawie materiału źródłowego.

### Jako lider
Blue Note Records:
- Black Fire (1963)
- Smoke Stack (1963)
- Judgment! (1964)
- Point of Departure (1964)
- Andrew!!! (1964)
- Pax (1965, wydany 2006)
- Compulsion (1965)
- Change (1966, wydany 2007)
- Grass Roots (1968)
- Dance with Death (1968, wydany 1980)
- Lift Every Voice (1969)
- Passing Ships (1969, wydany 2003)
- One for One (1965/1969/1970, wydany 1975)
- Eternal Spirit (1989)
- But Not Farewell (1990)
- Time Lines (2006)

East Wind Records:
- Blue Black (1975)
- Hommage (1975)
- Nefertiti (1976)

Soul Note:
- Strange Serenade (1980)
- Faces of Hope (1980)
- Shades (1986)
- Verona Rag (1986)

SteepleChase Records:
- Invitation (1974)
- Divine Revelation (1975)

Freedom Records:
- Spiral (1975)
- Live at Montreux (1975)

Palmetto Records:
- Dusk (1999)
- A Beautiful Day (2002)

Inne wytwórnie:
- So In Love (Warwick Records) (1960)
- From California with Love (Artists House) (1979)
- Dreams Come True (Joyous Shout!) (1993)
- Les Trinitaires (Jazz Friends) (1998)
- The Day the World Stood Still (Stunt Records) (2003)

Kompilacje:
- Mosaic Select 16: Andrew Hill (Mosaic Records) (2005)
- Mosaic Select 23: Andrew Hill-Solo (Mosaic Records) (2007)

### Jako sideman
Walt Dickerson:
- To My Queen (New Jazz, 1962)

Rahsaan Roland Kirk:
- Domino (Mercury, 1962)

Jimmy Woods:
- Conflict (Contemporary, 1963)

Hank Mobley:
- No Room for Squares (Blue Note, 1963)

Joe Henderson:
- Our Thing (Blue Note, 1963)

Bobby Hutcherson:
- Dialogue (Blue Note, 1965)

Russel Baba:
- Earth Prayer (1992)

Reggie Workman:
- Summit Conference (1994)

Greg Osby:
- The Invisible Hand (Blue Note, 2000)